# M.H. de Young Memorial Museum

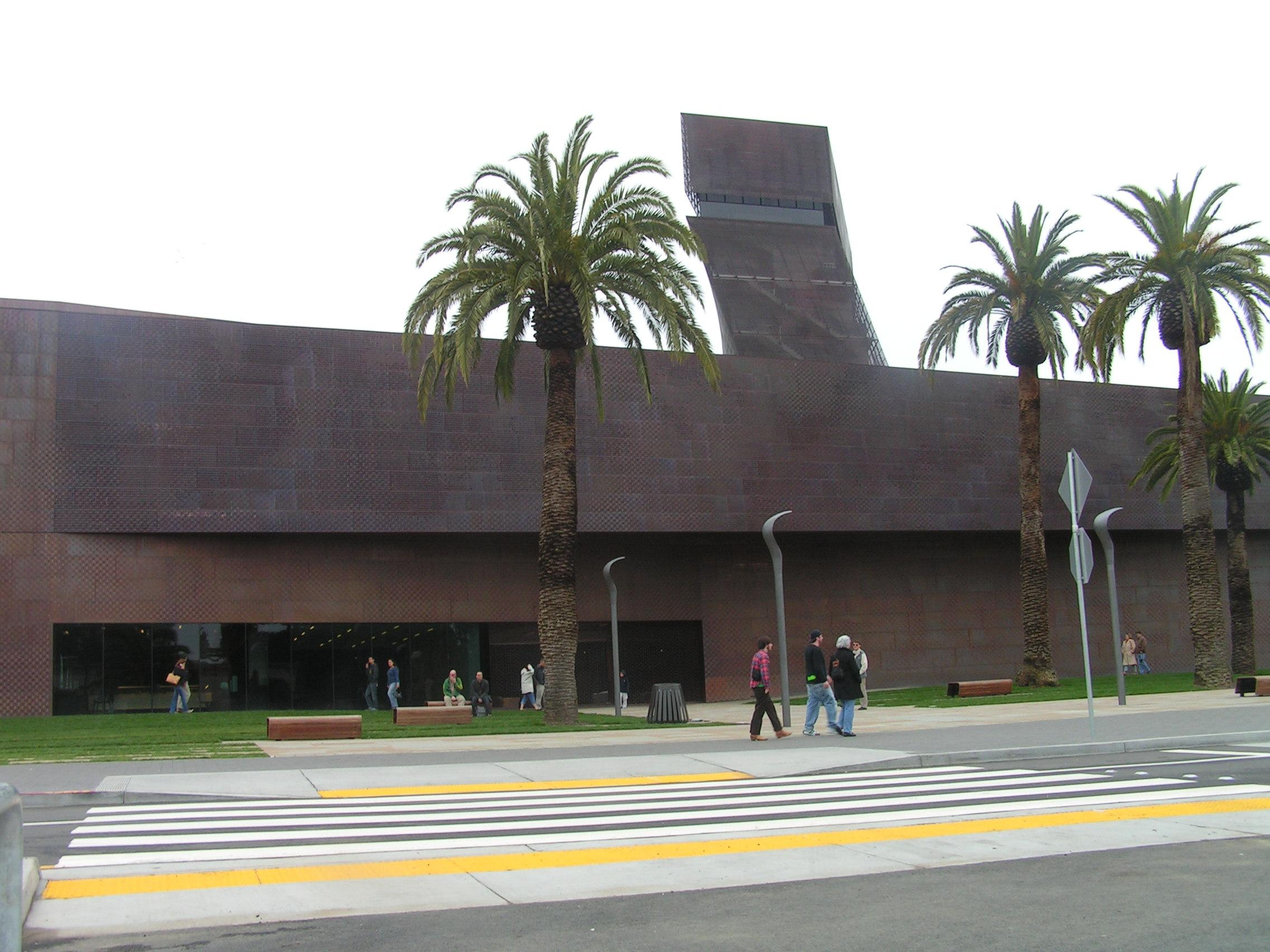
Het nieuwe de Young Museum.

Het M.H. de Young Museum is een van de twee musea in San Francisco van de overkoepelende Fine Arts Museums of San Francisco. Het andere museum is het California Palace of the Legion of Honor in het Lincoln Park. Het museum, gelegen in het Golden Gate Park, is genoemd naar de voormalige krantenmagnaat uit San Francisco, M.H. de Young.

## Geschiedenis
Het museum werd oorspronkelijk geopend in 1895 als een uitvloeisel van de California Midwinter International Exposition in 1894. De gevel van het gebouw was aanvankelijk gedecoreerd met betonnen versieringen, die evenwel in 1949 moesten worden verwijderd vanwege instortingsgevaar. De Loma Prieta-aardbeving van 1989 heeft aanzienlijke schade toegebracht aan het gebouw.

## Architectuur
Het nieuwe complex van het M.H. de Young Museum werd in 2005 opgeleverd. Architecten Herzog & de Meuron uit Zwitserland en Fong & Chang uit San Francisco ontwierpen de nieuwbouw, die op 15 oktober 2005 werd geopend voor het publiek. Het gebouw van steen, hout en glas is geheel bekleed met koper, waardoor het aanzien van het gebouw door de weersinvloed nog van kleur zal veranderen. De koperen platen zijn geperforeerd, waardoor het daglicht gefilterd naar binnen kan dringen. Een 44 meter hoge uitzichttoren stelt de bezoekers in staat een groot deel van het Golden Gate Park en daarachter de Golden Gate Bridge en de gehele Bay Area te zien.

## Collecties
In 1972 werd een overeenkomst gesloten met het California Palace of the Legion of Honor, die leidde tot de oprichting van de overkoepelende Fine Arts Museums of San Francisco. De collectie Europese kunst van het De Young Museum werd overgedragen aan het Legion of Honor Museum. Ter compensatie kreeg het De Young Museum het recht het grootste gedeelte van de antropologische bezittingen te exposeren. Hier vielen de belangwekkende pre-hispanische kunstwerken uit Teotihuacán en Peru onder, evenals de etnologische collectie tribal art uit Afrika (sub-Sahara).
Het De Young Museum toont de John D. Rockefeller Collection of American Art. Andere permanente collecties omvatten kunst uit Oceanië en 'Art of the America's'.
Het binnenplein van het de Young Museum biedt ruimte aan een sculptuur/installatie van Andy Goldsworthy genaamd Drawn Stone.